# Паперник Лазар Хаїмович
Ла́зар Хаї́мович Папе́рник (1918—1942) — червоноармієць військ НКВС, Герой Радянського Союзу (Указ від 21 липня 1942 року, посмертно).

## Біографія
Лазар Паперник народився 1 вересня 1918 року у м. Славута.

## Нагороди та вшанування
- Герой Радянського Союзу.
- Меморіальна дошка на прохідній Першого Московського годинникового заводу
- Меморіальна дошка в місті Славута
- Пам'ятник у селі Хлуднєво, де він похований.
- Вулиця Паперника в Москві.
- 8 травня 2000 року у Москві на перехресті Радянського проспекту з вулицею Паперника, було урочисто відкрито гранітний пам'ятник.